# Kishō Taniyama
Kishō Taniyama (谷山 紀章, Taniyama Kishō, né le 11 août 1975 à Ube, Yamaguchi) est un acteur de doublage et chanteur japonais. Il commence sa carrière de seiyū en 1995, et sort deux singles en solo en 2005, année où il forme le groupe Granrodeo dont il est le chanteur et parolier (sous l'alias « Kishow »). Il fait aussi partie du groupe temporaire Stella Quintet (en) en 2006.

## Doublage
- 2000 : Juliano dans Hand Maid May
- 2001 : Yoneda, Tetsuro Kurebayashi, Keiichi Matoba dans  Offside
- 2002 : Le frère de Tomoki dans Digimon Frontier
- 2002 : Takamura (ep.4-5) et Take (ep. 1-2) dans Saikano
- 2002 : Kishino dans Shrine of the Morning Mist
- 2002 : Man dans Getbackers (ep 6)
- 2002 : Perkin dans Kiddy Grade
- 2002 : Sagiri dans Weiß Kreuz Glühen
- 2003 : frère de B dans Ashita no Nadja
- 2003 : Sensei dans Bottle Fairy
- 2003 : Takayuki Narumi dans Kimi ga Nozomu Eien
- 2003 : Staff Man dans R.O.D -The TV-
- 2004 : ALbert dans Zatch Bell
- 2004 : Shou Mei dans Bobobo-bo Bo-bobo
- 2004 : Kazumi Kono dan Monkey Turn
- 2004 : Twink dans Daphne in the Brilliant Blue
- 2004 : Jouji Seki dans Doki Doki School Hours
- 2004 : Seijji Sawaru dans Midori Days
- 2004 : Workman dans Tetsujin 28th
- 2004 : Oasis dans Duel Masters Charge
- 2004 : Kazumi Kono dans Monkey Turn V
- 2004 : Lambert dans Beet the Vandel Buster
- 2004 : Swallowan dans Rockman.EXE Stream
- 2004 : Tengu dans Harukanaru Toki no Naka de Hachiyou Shou
- 2004 : Takahashi dans Tactics
- 2005 : Stanley dans MÄR
- 2005 : Ryuuheita Iwazakura dans Best Student Council
- 2005 : Ron Mangan dans Zoids Genesis
- 2005 : Jeremy Moriguchi dans PetoPeto-san
- 2005 : Swallowman dans Rockman.EXE Beast
- 2005 : Shintaro Yanagi dans Canvas 2: Niji Iro no Sketch
- 2005 : Kenji Tomosaka dans Lamune
- 2006 : Hyouga dans Renkin 3-kyuu Magical? Pokahn
- 2006 : Eusis Roland dans Nishi no Yoki Majo: Astraea Testament
- 2006 : dans La Corda D'Oro: primo passo
- 2006 : Viscount Wolkins dans Pumpkin Scissors
- 2006 : Ichiro Ishiuchi dans Tokimeki Memorial Only Love
- 2006 : Shuusui Hayasaka dans Buso Renkin
- 2006 : Decon Sidnok dans Strain: Strategic Armored Infantry
- 2007 : Kittan dans Gurren Lagann
- 2007 : Takeshi Yamato dans Over Drive
- 2007 : Olivier Mirabeau dans Kishin Taisen Gigantic Formula
- 2007 : Ernest dans Devil May Cry
- 2007 : Natsume Kisaragi dans Nanatsuiro Drops
- 2007 : Ryohei Tachibana dans Sky Girls
- 2008 : Spider dans You're Under Arrest: Full Throttle
- 2008 : Soresta Hatenkō Yugi
- 2008 : Maximillian dans Porphy no Nagai Tabi
- 2008 : Shūji Sakaki dans Psychic Squad
- 2008 : Yahiro Saiga dans S.A. Special
- 2008 : Shinichi Saijo dans Top Secret: The Revelation
- 2008 : Takahiro Takahashi dans Junjō Romantica
- 2008 : Atsushi dans Antique Bakery
- 2008 : Atsushi dans Legends of the Dark King: A Fist of the North Star Story
- 2008 : Stiyl Magnus dans A Certain Magical Index
- 2008 : Takahiro Takahashi dans Junjō Romantica 2
- 2009 : Kazeshini dans Bleach
- 2009 : Sharnid Elipton dans Chrome Shelled Regios
- 2009 : Len Tsukimori dans La Corda D'Oro: secondo passo
- 2009 : Glen Baskerville dans Pandora Hearts
- 2009 : Falcon Lightwing dans Basquash!
- 2009 : Saten dans Needless
- 2010 : Azusa Hanai dans Ookiku Furikabutte
- 2010 : Oasis dans Duel Masters Cross Shock
- 2010 : Nishi Sanada dans Sekirei: Pure Engagement
- 2010 ; Kiyotsugu Kiyojuji dans Nura : Le Seigneur des Yokaï
- 2010 : Koichi Shido dans High School of the Dead
- 2010 : Ghost dans Panty and Stocking with Garterbelt (ep 9B)
- 2010 : Gunji dans Togainu no chi: Bloody Curse
- 2010 : Stiyl Magnus dans A Certain Magical Index
- 2010 : Kaoru Aoya dans Kakko-Kawaii Sengen!
- 2011 : Natsuki Shinomiya dans Uta no Prince-sama Maji Love 1000%
- 2011 : Kiyotsugu Kiyojuji dans Nura: Le Seigneur des Yokai: Demon Capital
- 2011 : Butler B dans Mayo Chiki! (ep 9)
- 2011 : Diceman dans Phi Brain: Puzzle of God
- 2012 : Sloth dans Polar Bear's Café
- 2012 : Tatsuya Himuro dans Kuroko no Basket
- 2012 : Diceman dans Phi Brain Puzzle of God: The Orpheus Order
- 2012 : Alpha dans Inazuma Eleven GO 2: Chrono Stone
- 2012 : Kofu Hino dans From the New World
- 2012 : Kuniki dans Plustic Elder Sister
- 2013 : Ikki dans Amnesia
- 2013 : Shuji Sakaki dans The Unlimited: Hyōbu Kyōsuke
- 2013 : Natsuki Shinomiya dans Uta no Prince-sama Maji Love 2000%
- 2013 : Eurynome dans Yondemasuyo, Azazel-san Z
- 2013 : Jean Kirschtein dans l'Attaque des Titans
- 2013 : Tatsuya Himuro dans Kuroko no Basket 2
- 2013 : Rourou dans Magi
- 2013 : Diceman dans Phi Brain: Kami no Puzzle
- 2014 : Chiaki Togane/Len Tsukimori dans La Corda d'Oro Blue Sky
- 2014 : Ryoma Sakamoto dans Bakumatsu Rock
- 2015 : Natsuki Shinomiya dans Uta no Prince-sama Revolution
- 2016 : Yuya Fungami dans Jojo's Bizarre adventure'Diamond is Unbreakable'
- 2016 : Nakahara Chuya dans Bungo Stray Dogs
- 2016 : Yoruba dans Kuromukuro
- 2017 : Gray dans Fire Emblem Echoes: Shadows of Valentia et Fire Emblem Heroes
- 2021 : Yasushi Taira dans Détective Conan (Episode 990-991)
- 2022 : Dark Schneider dans Bastard!!
- 2024: Barbatos dans An Archdemon's Dilemma

## Discographie
Singles en solo
1. Daydreamin' (2005)
2. Warrior (2005)